# Réserve ornithologique de Vikaleiret
La réserve ornithologique de Vikaleiret est une aire protégée norvégienne située dans la commune d'Inderøy , Trøndelag, créée en 2003 afin de "protéger l'avifaune , la terre et les zones d'eau douce avec plantes animaux qui y sont associés et qui sont importants pour la vie des oiseaux". En 2014, le site a été intégré dans le système de zones humides du Trondheimsfjord,.
C'est une longue bande de vase, d'environ 1,7 km de long, situé entre  Hundstangen et Vikaholmen. La variation annuelle du nombre d'oiseaux migrateurs peut être importante  . Dans les années de mauvais temps lors de la migration, il y a une tendance à l'accumulation d'oiseau à Vikaleiret. La zone est d'une importance particulière pour les échassiers pendant la migration printanière.